# Martin Valjent
Martin Valjent (* 11. prosince 1995, Dubnica nad Váhom, Slovensko) je slovenský profesionální fotbalista, který hraje na pozici středního obránce za španělský klub RCD Mallorca a za slovenský národní tým.
Je to fotbalový univerzál, hraje především stopera (středního obránce), ale je schopen nastoupit i na kraji obrany či na pravém křídle. Hrával i na postu defensivního záložníka.

## Klubová kariéra
Valjent se objevil v A-mužstvu slovenského druholigového klubu MFK Dubnica na jaře 2013.
V červenci 2013 přestoupil ve svých 17 letech z MFK Dubnica do italského klubu Ternana Calcio hrajícího druhou nejvyšší italskou ligu Serii B. Zde se setkal se svým krajanem Pavlem Farkašem, kterého Ternana angažovala v témže letním přestupovém období na roční hostování.
Koncem srpna 2017 jej koupil italský prvoligový klub AC ChievoVerona, jenž jej nechal pro sezónu 2017/18 v Ternaně na hostování.

## Reprezentační kariéra
Trenér Milan Malatinský Valjenta zařadil do slovenského reprezentačního výběru U18. Poté nastupoval i za slovenský výběr U19. Později se stal členem slovenské mládežnické reprezentace U21. Se slovenskou „jedenadvacítkou“ slavil v říjnu 2016 postup na Mistrovství Evropy 2017 v Polsku.
Trenér Pavel Hapal jej zařadil v červnu 2017 do 23členné nominace na šampionát v Polsku.
V prvním střetnutí slovenského týmu v základní skupině A proti Polsku přispěl úvodním gólem k výhře 2:1. Slovensku těsně unikl postup ze základní skupiny A do semifinále.